# Pseudapis platula
Pseudapis platula là một loài Hymenoptera trong họ Halictidae. Loài này được Warncke mô tả khoa học năm 1976.